# Cattedrale di Cristo Salvatore (Mosca)
La cattedrale di Cristo Salvatore (in russo Храм Христа Спасителя?, Chram Christa Spasitelja) è una cattedrale di Mosca, sulla riva della Moscova, a poca distanza dal Cremlino, verso occidente. È la chiesa ortodossa orientale più alta.

## Progetto
Quando gli ultimi soldati napoleonici lasciarono Mosca, lo Zar Alessandro I firmò un manifesto, il 25 dicembre 1812, in cui dichiarava la sua intenzione di costruire una cattedrale in onore di Cristo Salvatore, «per manifestare la Nostra gratitudine alla Divina Provvidenza per aver salvato la Russia dal destino che incombeva su di Essa» e come memoriale dei sacrifici del popolo russo.
Fu necessario un certo tempo per cominciare il lavoro concreto sulla prospettata cattedrale. Il primo progetto architettonico completo, di Aleksandr L. Vitberg, venne approvato da Alessandro I nel 1817. Era un brillante progetto neoclassico, decorato con simboli massonici. Il lavoro di costruzione cominciò sulla Collina dei Passeri, il punto più alto di Mosca, ma il sito si rivelò inadatto per motivi di sicurezza.
Nel frattempo, ad Alessandro I era succeduto il fratello Nicola I. Il nuovo Zar, profondamente ortodosso e patriottico, non gradiva il neoclassicismo e il taglio massonico del progetto approvato dal fratello. Incaricò quindi il suo architetto di fiducia, Konstantin Thon, di creare un nuovo progetto, prendendo per modello Hagia Sophia a Costantinopoli. Il progetto neobizantino di Thon era incentrato sulla grande cupola di 26 metri di diametro e 103 d'altezza; venne approvato nel 1832. Lo Zar nel 1837 scelse un nuovo sito più vicino al Cremlino. Un convento ed una chiesa che si trovavano sul luogo dovettero essere trasferiti, per cui la prima pietra non fu posata fino al 1839.

## Costruzione

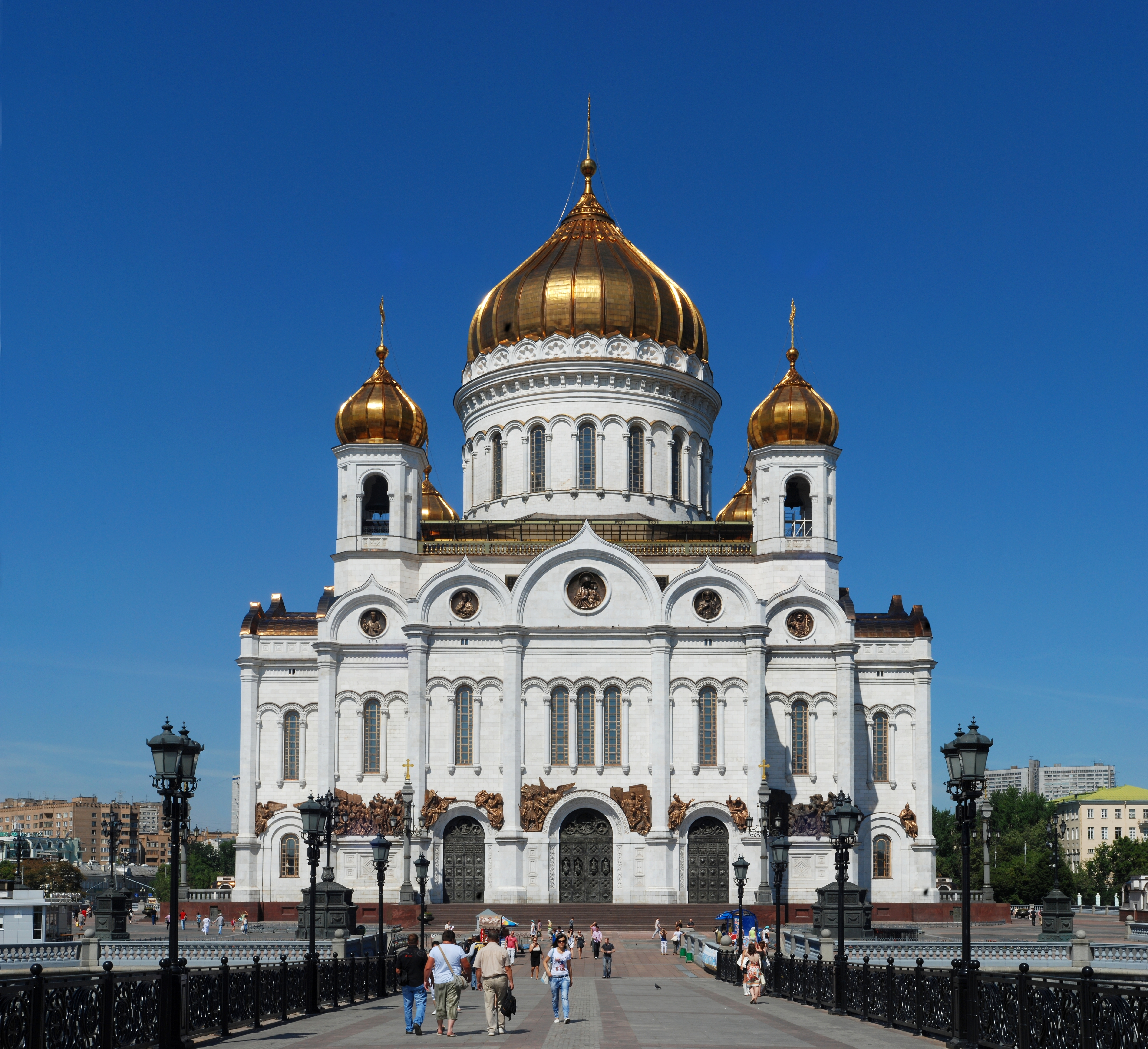
La facciata

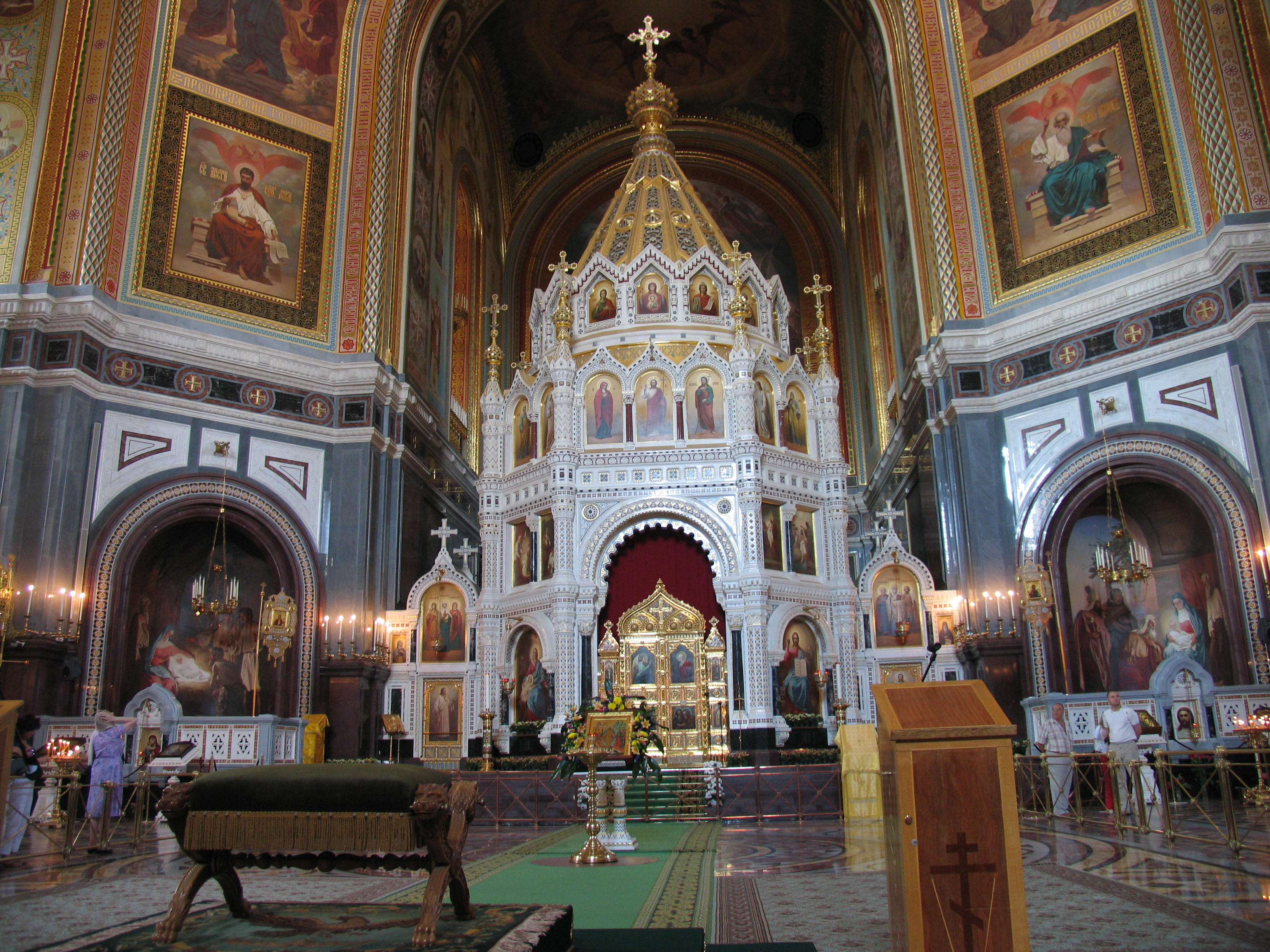
L'interno

La costruzione della cattedrale richiese molti anni e non emerse dalle impalcature fino al 1860. Alcuni dei migliori pittori russi (Ivan Kramskoj, Vasilij Surikov, Vasilij Vereščagin) proseguirono la decorazione degli interni per altri venti anni. La cattedrale venne consacrata proprio nel giorno dell'incoronazione di Alessandro III, il 26 maggio 1883. Un anno prima, l'Ouverture 1812 di Čajkovskij aveva debuttato qui.

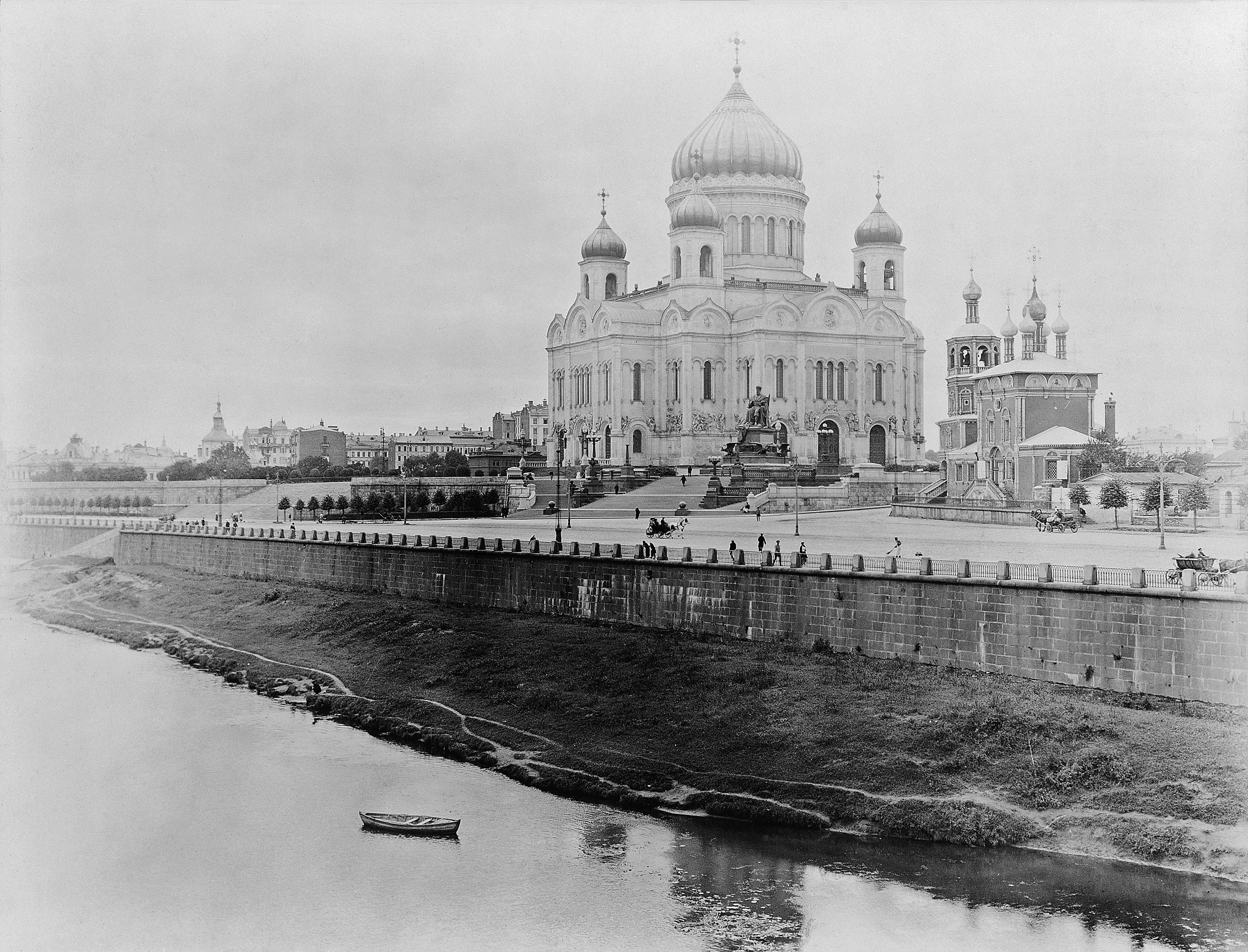
La cattedrale all'inizio del XX secolo

La cella della chiesa era circondata da una galleria a due livelli, con pareti intarsiate di rare tipologie di marmi, graniti ed altri materiali pregiati. Il piano terra della galleria era un memoriale, dedicato alla vittoria russa su Napoleone. Le mura sfoggiavano oltre mille metri quadrati di marmo bianco di Carrara, in piastre che riportavano i principali comandanti, reggimenti e battaglie della guerra patriottica del 1812, con l'elenco delle decorazioni e delle perdite subite. Il secondo piano era invece occupato dai cori della chiesa.

## Demolizione
Dopo la Rivoluzione d'ottobre, e più precisamente dopo la morte di Lenin, l'importante luogo su cui sorgeva la cattedrale venne scelto dalle autorità sovietiche per la costruzione di un monumento al socialismo, che si sarebbe chiamato Palazzo dei Soviet. Questo monumento doveva levarsi con una avveniristica struttura a gradini, per sostenere una gigantesca statua di Lenin.
Il 5 dicembre 1931, su ordine del ministro Lazar Kaganovich, la cattedrale di Cristo Salvatore venne fatta saltare in aria e ridotta in rovine. Furono necessarie diverse esplosioni per distruggere la chiesa, ed oltre un anno per pulire il sito dalle macerie. Gli altorilievi in marmo originali furono conservati e sono oggi esposti presso il monastero Donskoj. Per lungo tempo, furono gli unici resti della più grande chiesa ortodossa mai costruita.
La costruzione del palazzo dei Soviet fu interrotta per mancanza di fondi, problemi di allagamento dal vicino fiume Moscova, ed infine dallo scoppio della seconda guerra mondiale. Il buco allagato in cui dovevano essere realizzate le fondamenta rimase aperto fino a quando, per decisione di Nikita Chruščëv, venne trasformato nella più grande piscina aperta del mondo.

## La nuova cattedrale

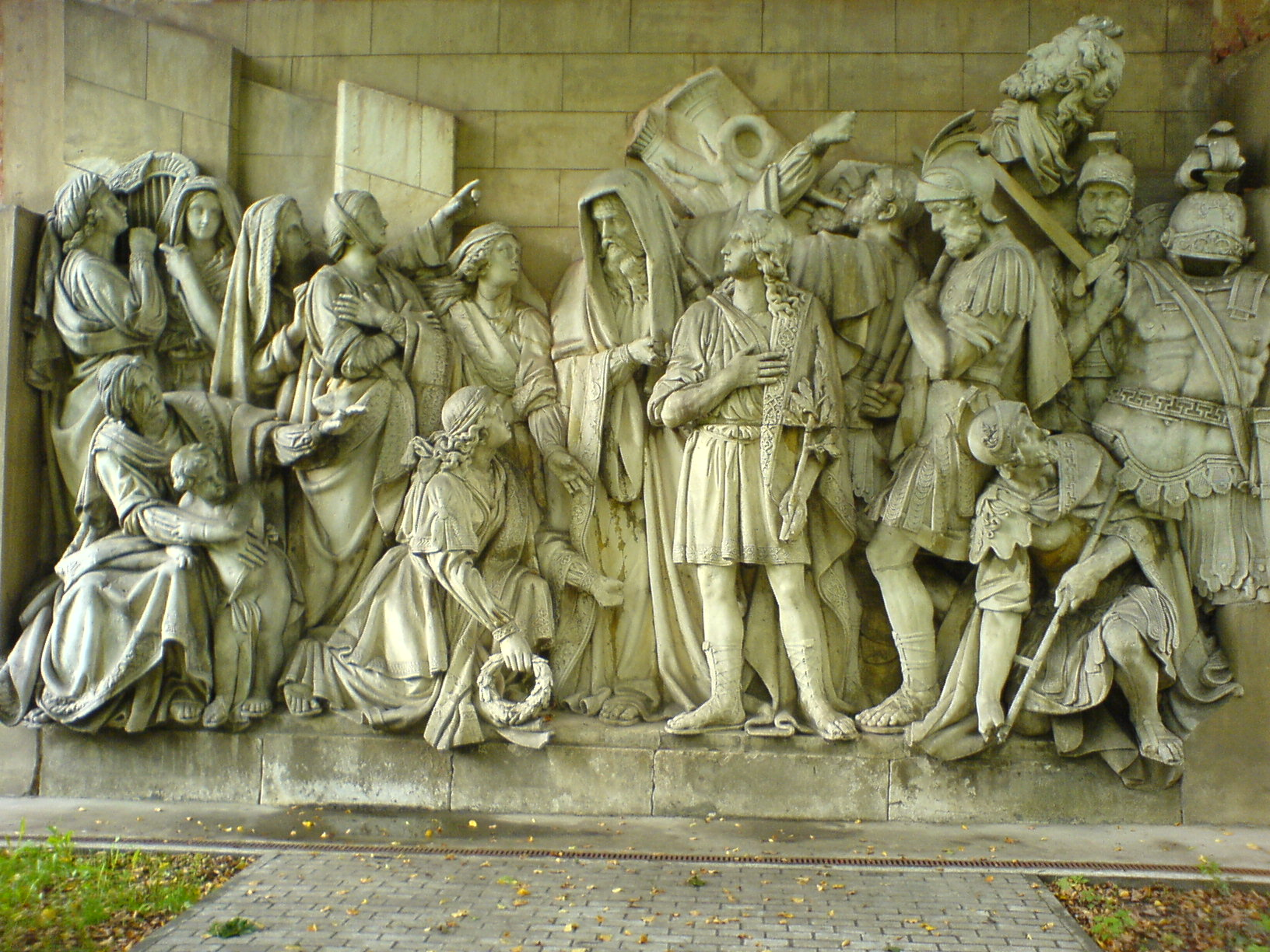
I rilievi in marmo

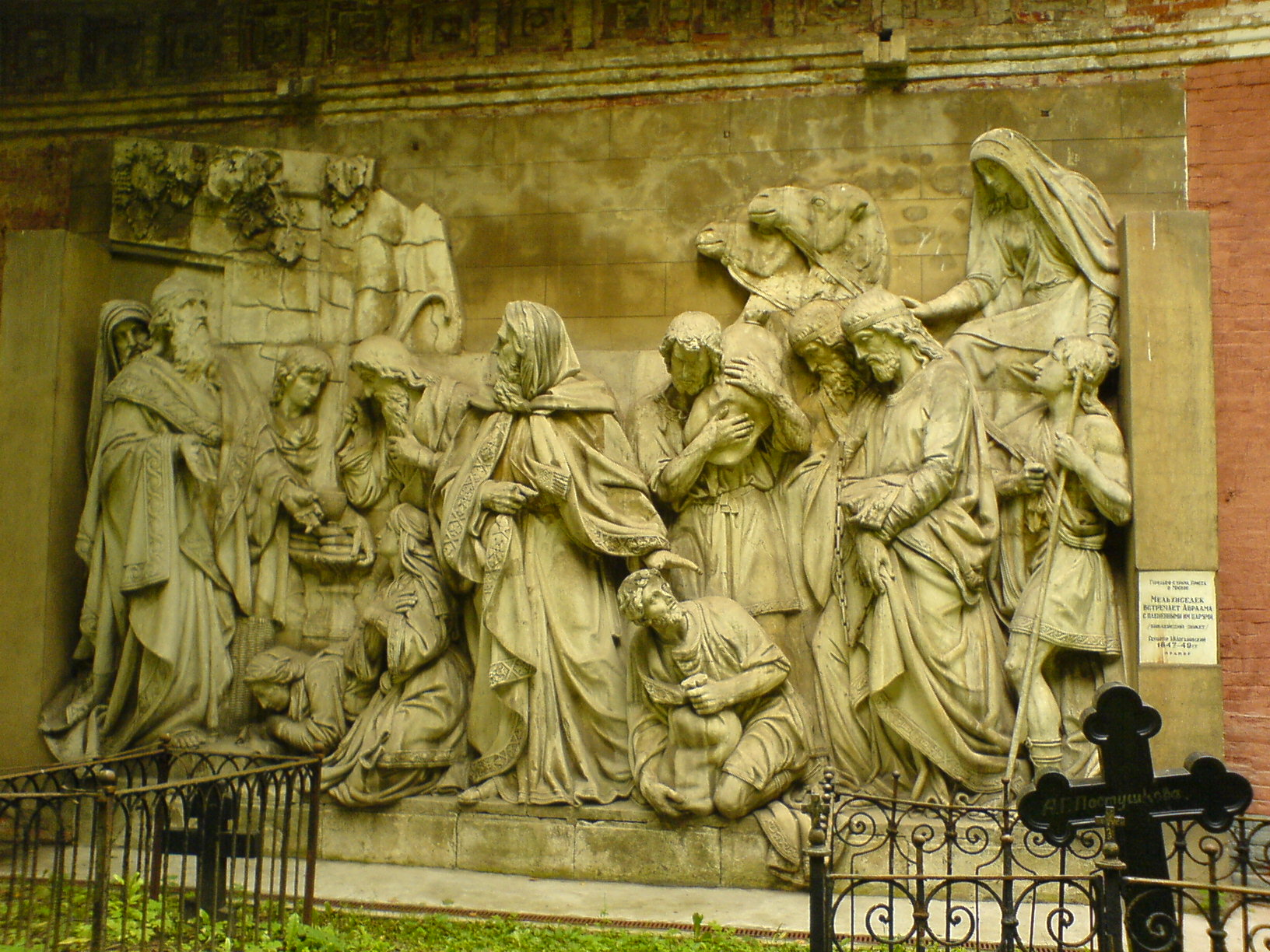
I rilievi in marmo

Con il declino e la fine del regime sovietico, la Chiesa ortodossa russa ricevette l'autorizzazione a ricostruire la cattedrale di Cristo Salvatore, nel febbraio del 1990. Una prima pietra temporanea venne deposta alla fine dell'anno. Il restauratore Aleksej Denisov venne convocato per disegnare una replica di straordinaria precisione.
Un fondo per la ricostruzione venne avviato nel 1992 ed i fondi cominciarono ad arrivare anche da comuni cittadini nell'autunno del 1994. Mentre la ricostruzione era in corso, Denisov venne sostituito da Zurab Konstantinovič Cereteli, che introdusse alcune controverse innovazioni. Per esempio, gli altorilievi originali in marmo sui muri lasciarono il posto a moderne versioni in bronzo, che avevano poca o nessuna relazione con l'architettura sacra russa. La chiesa inferiore venne consacrata alla Trasfigurazione del Salvatore nel 1996, e la cattedrale di Cristo Salvatore, completata, venne consacrata il giorno della Trasfigurazione, il 19 agosto 2000.

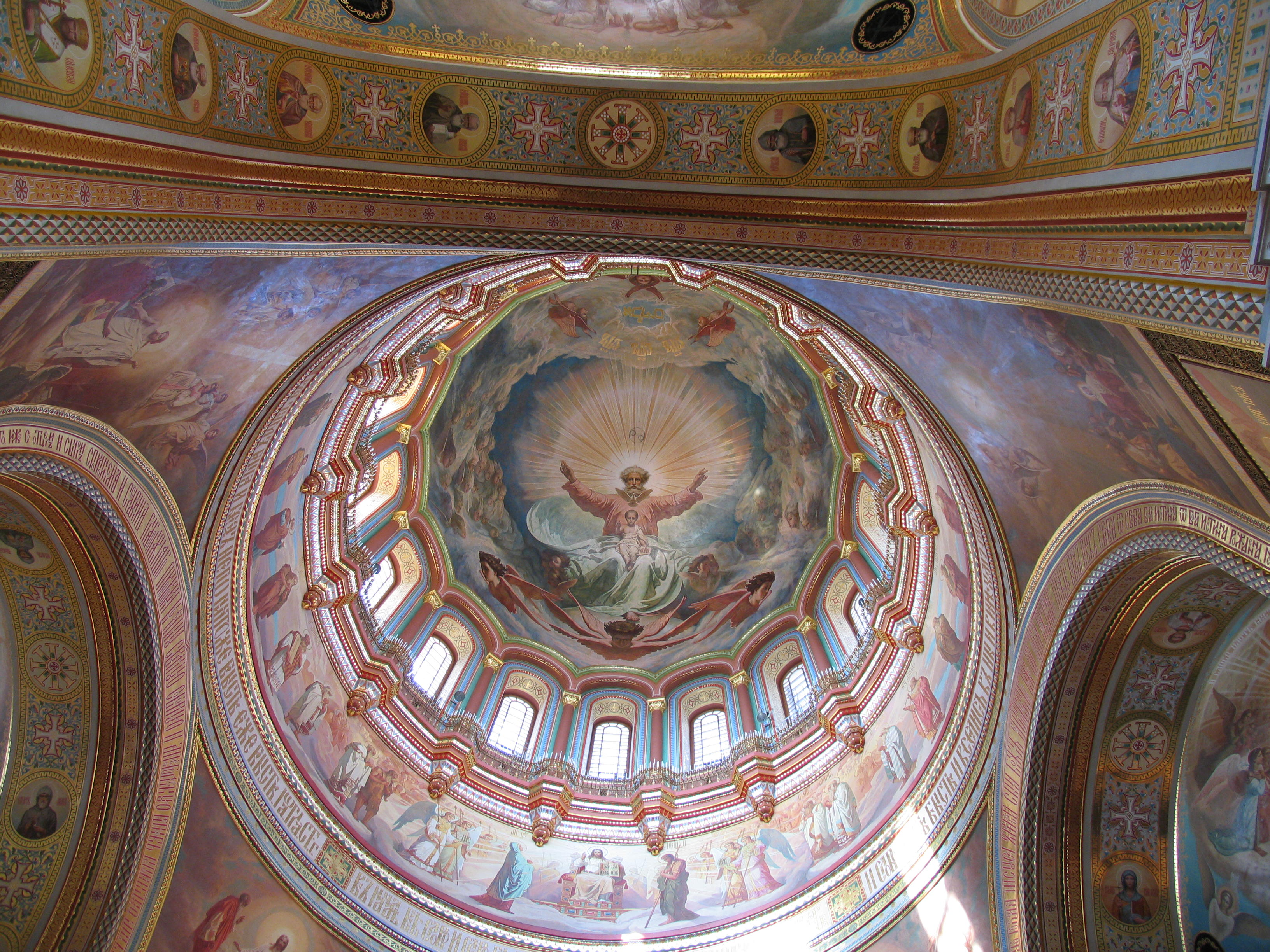
La cupola centrale della cattedrale

Un ponte pedonale sul fiume venne costruito tra il 21 giugno 2003 ed il 3 settembre 2004 e denominato ponte dei Patriarchi. Sul fianco della collina alla destra della cattedrale si trovano i monumenti ad Alessandro II e Nicola II. La piazza della cattedrale è ornata da diverse cappelle, che riprendono le linee della cattedrale stessa.
La chiesa fu teatro della canonizzazione dell'ultimo zar e della sua famiglia, nel 2000. Il 17 maggio 2007 venne firmato qui l'atto di Comunione Canonica fra il Patriarcato di Mosca della Chiesa ortodossa russa e la Chiesa ortodossa russa fuori dalla Russia. Il ripristino della piena comunione con il Patriarcato di Mosca venne celebrato in una Divina Liturgia, per la prima volta nella storia concelebrata dal Patriarca di Mosca e di Tutte le Russie, Alessio II, ed il primo gerarca della Chiesa fuori dalla Russia, il metropolita Lauro.
Sotto la nuova chiesa si trova una grande sala per le assemblee ecclesiastiche.
Il funerale del primo presidente russo, Boris El'cin, morto per un attacco cardiaco il 23 aprile 2007, si tenne nella cattedrale, prima della sepoltura nel cimitero di Novodevičij.

## Galleria d'immagini

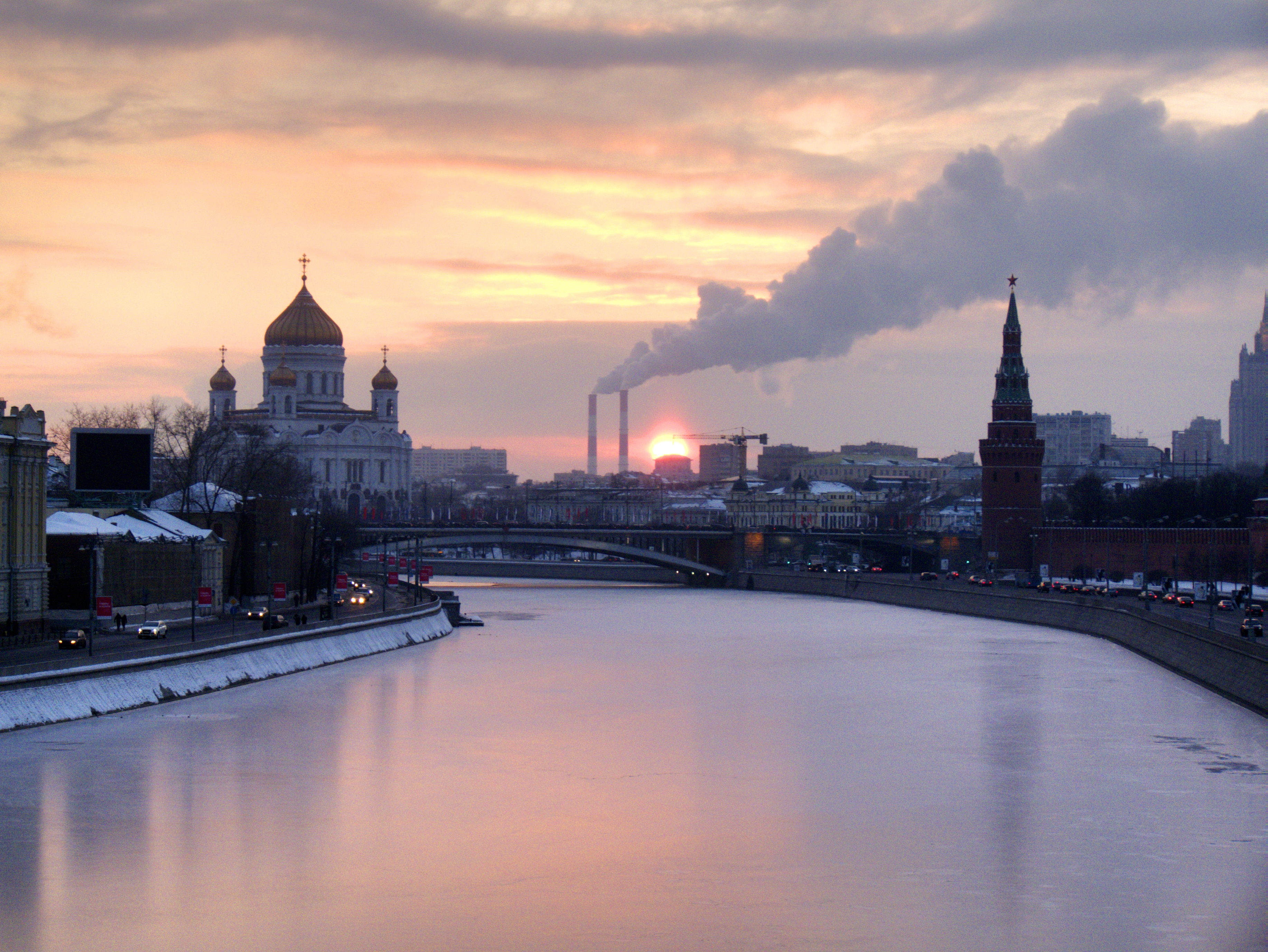
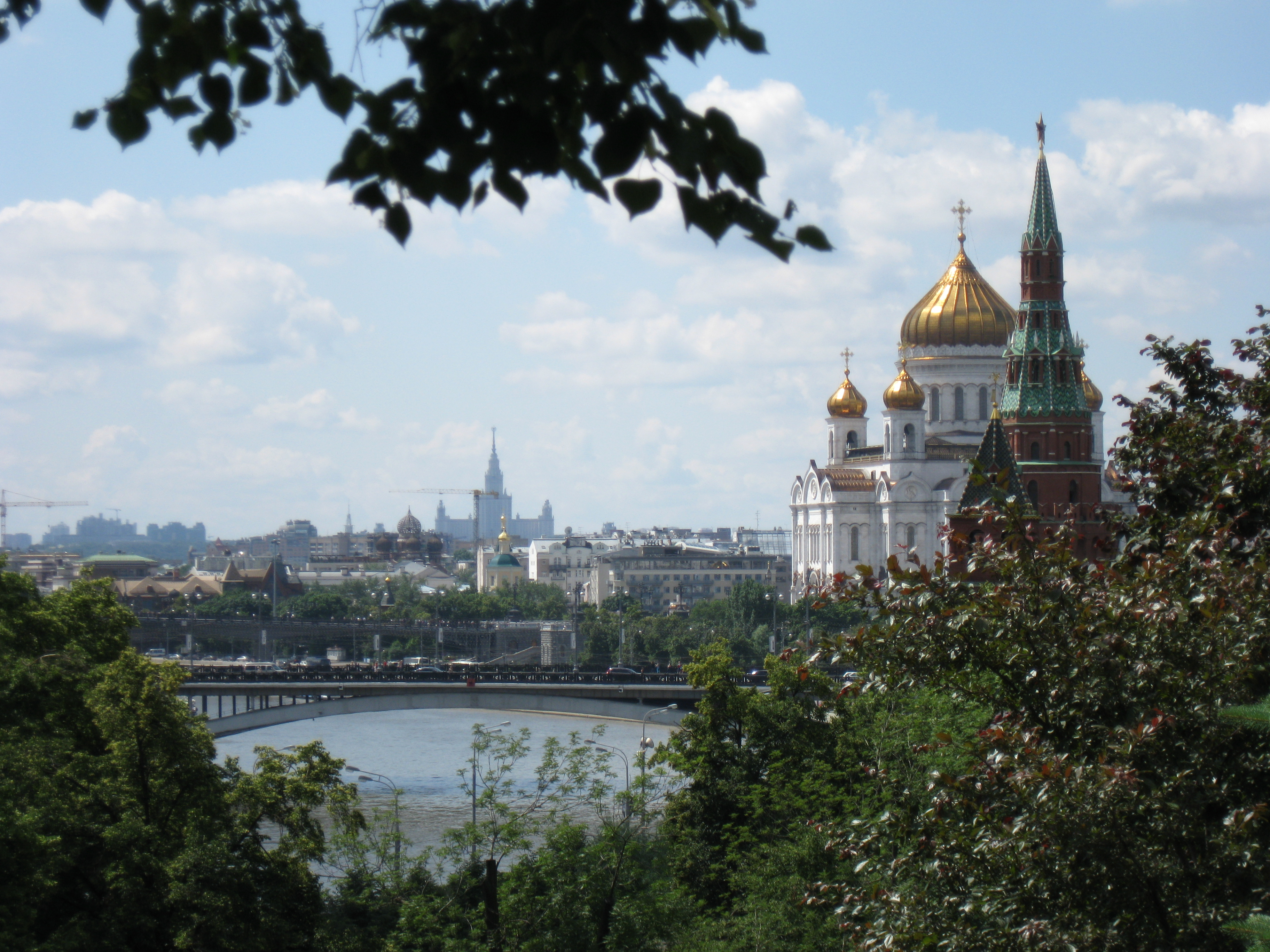
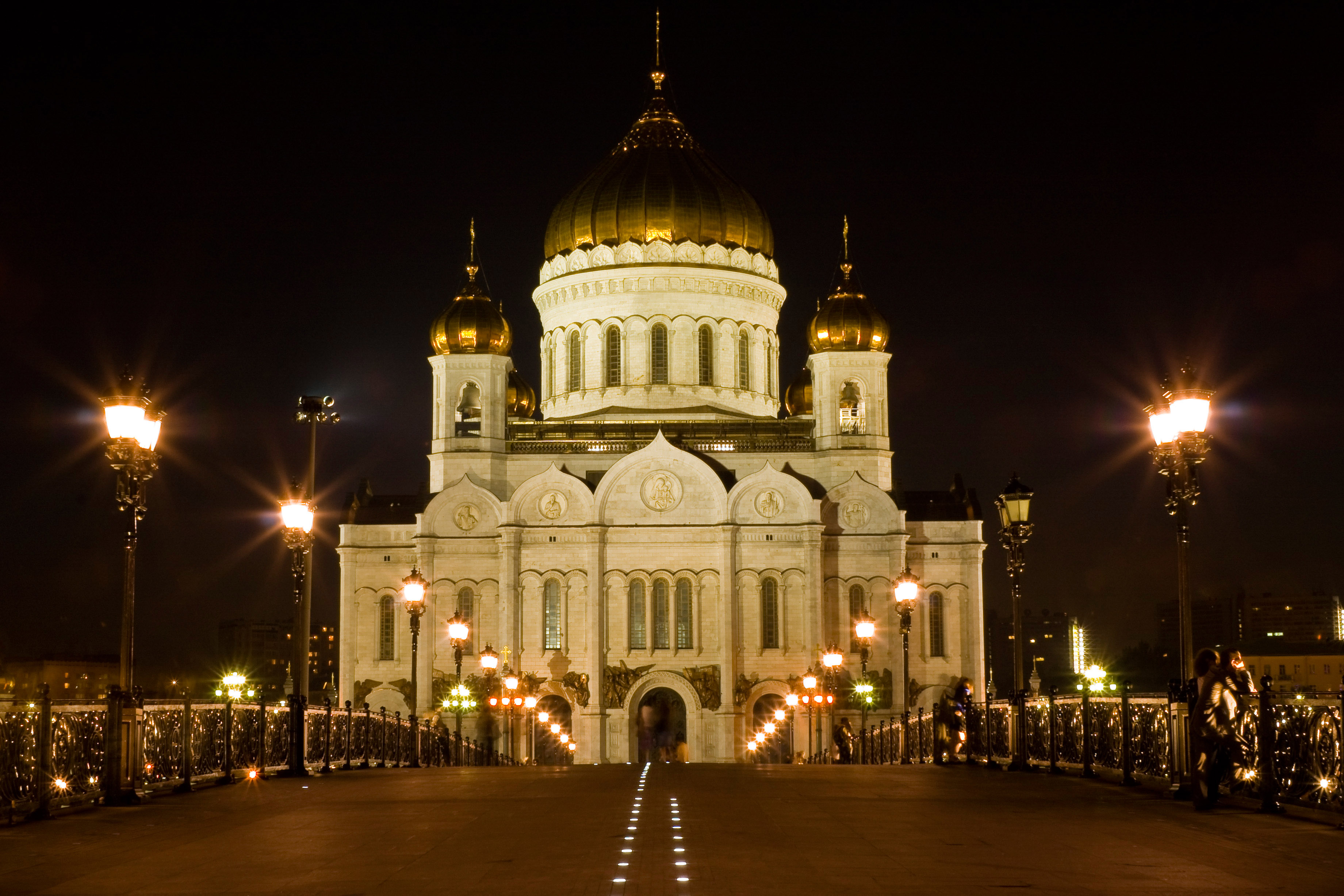
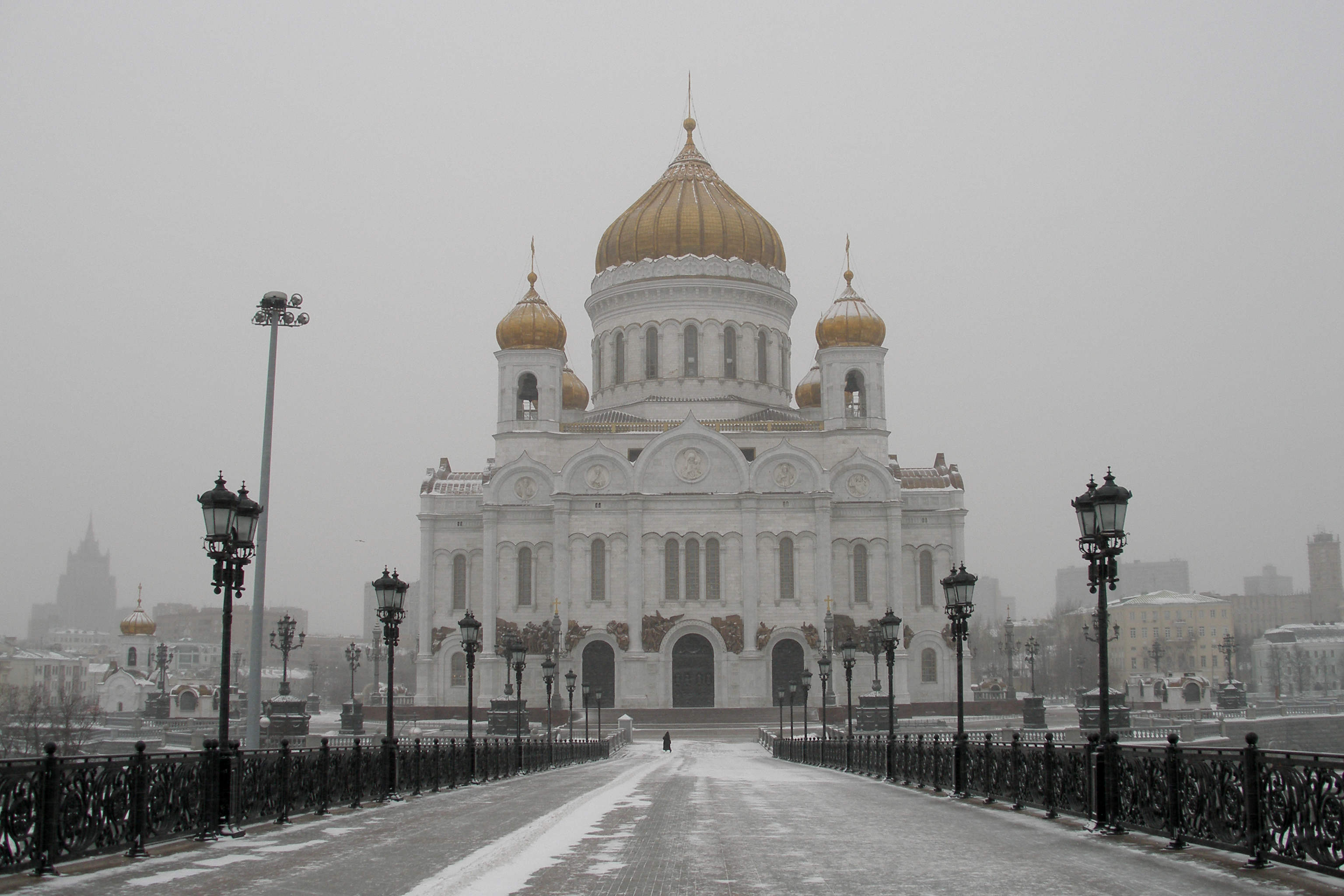
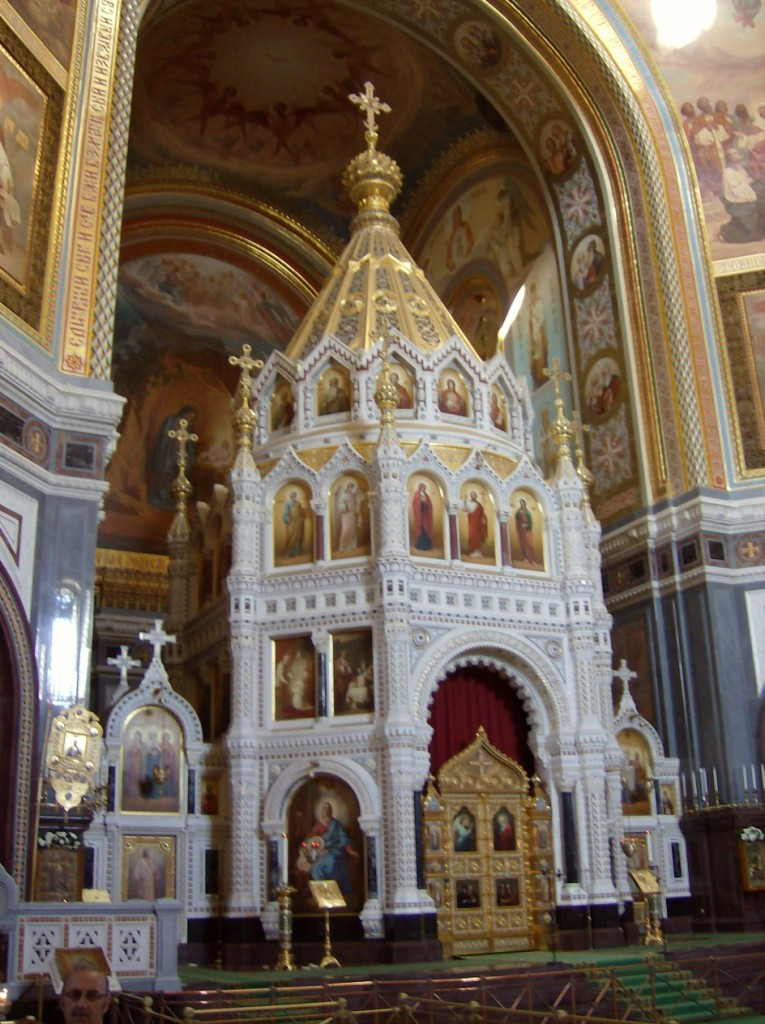
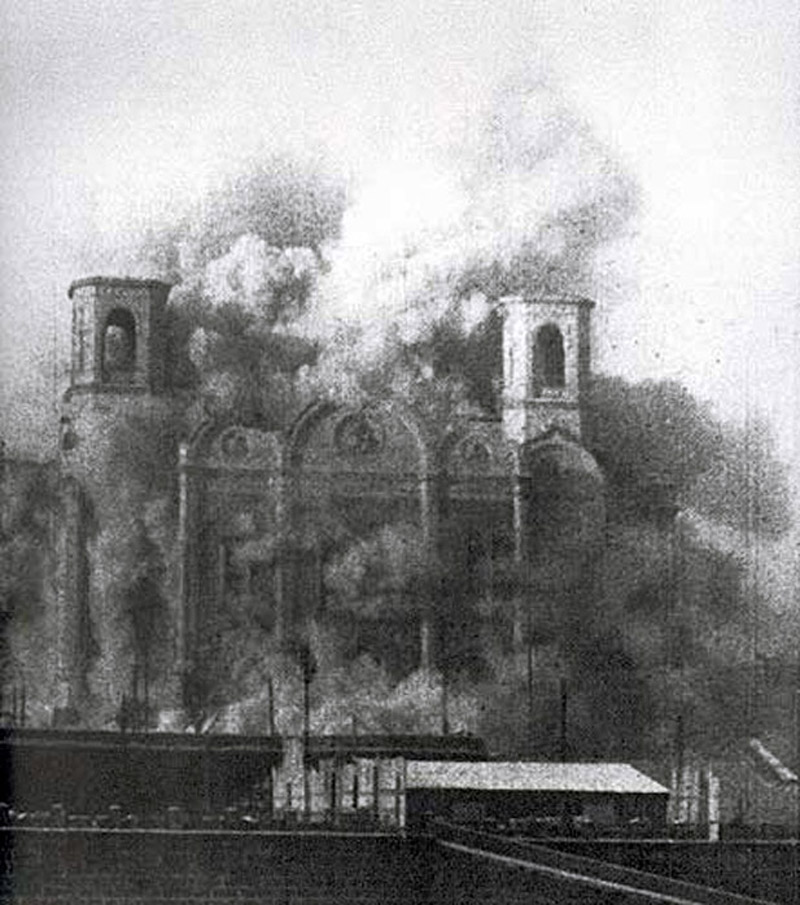